# Teclubrenner

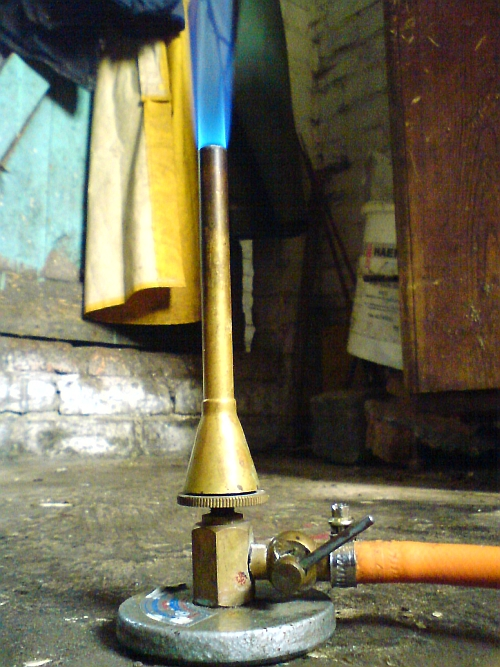
Teclubrenner im Betrieb, Lufteinlass so weit geöffnet, dass eine blaue Flamme entsteht

Teclu-Brenner

Der Teclubrenner (benannt nach seinem Erfinder Nicolae Teclu) ist ein kleiner Gasbrenner, welcher zum Erhitzen im chemischen Labor eingesetzt wird. Er saugt wie der verwandte Bunsenbrenner nach dem Prinzip der Strahlpumpe die Verbrennungsluft an, unterscheidet sich aber durch die Art der Luftzuführung und durch die Form des Brennerrohrs (Kamin): Beim Teclubrenner wird die Luft von unten in den Kamin eingeführt. Das Rohr ist nach unten konisch erweitert und hat einen größeren Durchmesser. Auf diese Art wird eine intensivere Durchmischung der Gase und damit eine höhere Flammentemperatur erreicht. Der Spalt zur Luftzuführung kann durch ein horizontales Drehrad unter der konischen Erweiterung des Kamins vergrößert oder verkleinert werden (bis zum totalen Verschluss, wenn das Drehrad den Konus ganz verschließt).  
Der Teclubrenner kann eine Temperatur über 1000 °C in der inneren Flamme erreichen.